# گی سن-ویل
گی سن-ویل (فرانسوی: Guy Saint-Vil‎؛ زادهٔ ۲۱ اکتبر ۱۹۴۲) بازیکن فوتبال اهل هائیتی بود.
وی همچنین در تیم ملی فوتبال هائیتی بازی کرده‌است.